# مول (بلژیک)
شهر مول (به فرانسوی: Mol) در شهرستان تورنو در استان آنتوئر در منطقه فلاندری در کشور بلژیک واقع شده‌است.

## نگارخانه

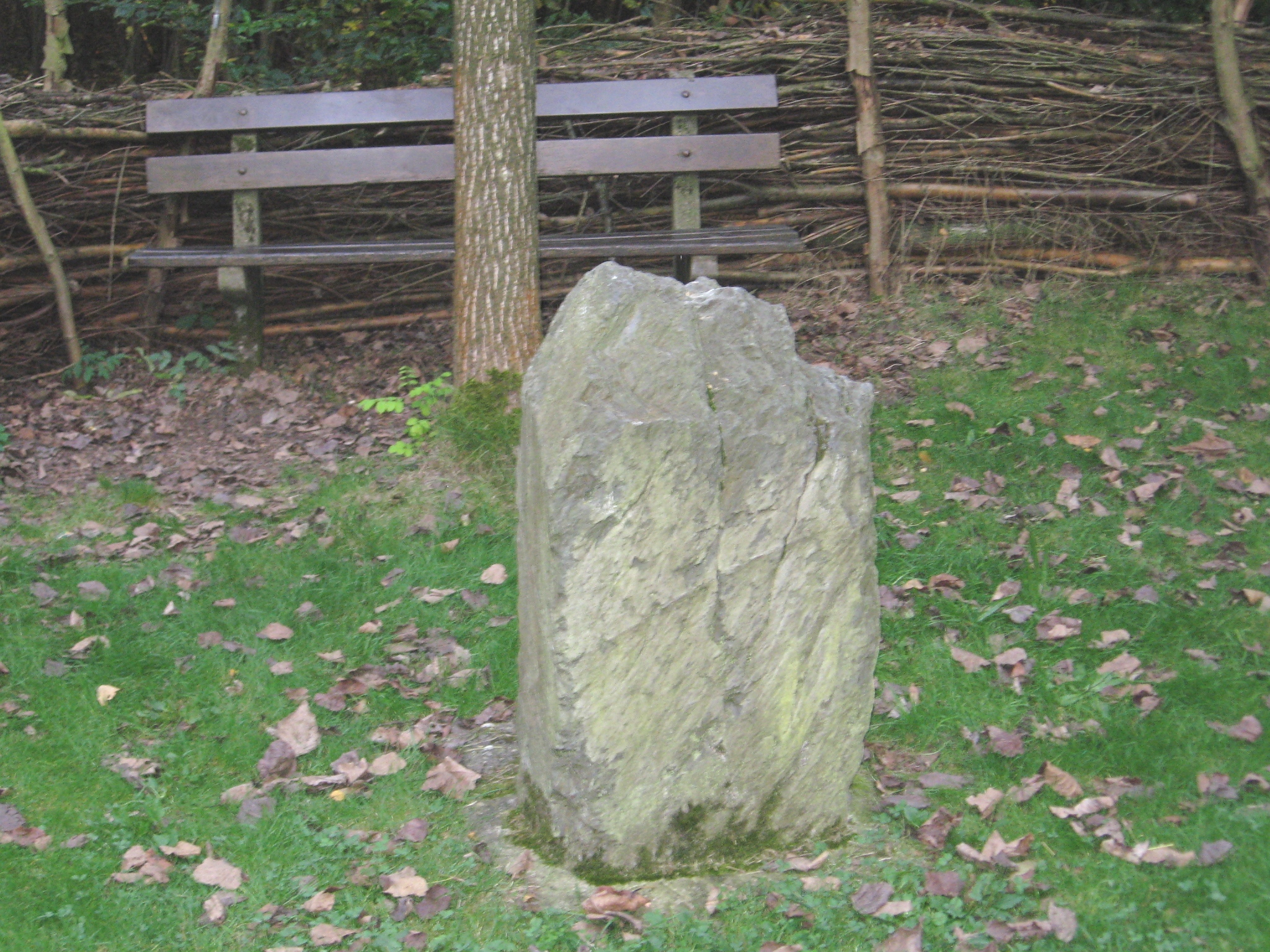
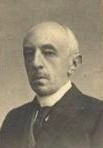
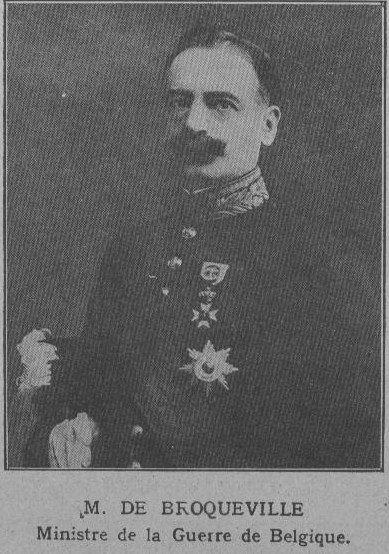